# خانه در ایندیانا
خانه در ایندیانا (انگلیسی: Home in Indiana) فیلمی در ژانر رمانتیک و درام به کارگردانی هنری هاتاوی است که در سال ۱۹۴۴ منتشر شد.

## بازیگران
- والتر برنان
- شارلوت گرینوود
- وارد باند
- چارلز دینگل
- جین کرین
- جون هیور
- راجر ایمهوف
- لان مک‌کالیستر